# Pegoscapus mexicanus
Pegoscapus mexicanus is een vliesvleugelig insect uit de familie vijgenwespen (Agaonidae). De wetenschappelijke naam is voor het eerst geldig gepubliceerd in 1904 door Ashmead.